# コルネリアーノ・ダルバ
コルネリアーノ・ダルバ（伊: Corneliano d'Alba）は、イタリア共和国ピエモンテ州クーネオ県にある基礎自治体（コムーネ）。

## 地理

### 位置・広がり

#### 隣接コムーネ
隣接するコムーネは以下の通り。
- アルバ
- バルディッセーロ・ダルバ
- グアレーネ
- モンタルド・ロエーロ
- モンティチェッロ・ダルバ
- ピオーベジ・ダルバ
- ソンマリーヴァ・ペルノ
- ヴェッツァ・ダルバ

## 行政

### 分離集落
コルネリアーノ・ダルバには、以下の分離集落（フラツィオーネ）がある。
- Migliero, Reala, Sioneri, Vaschetti, Vendole,Centanito

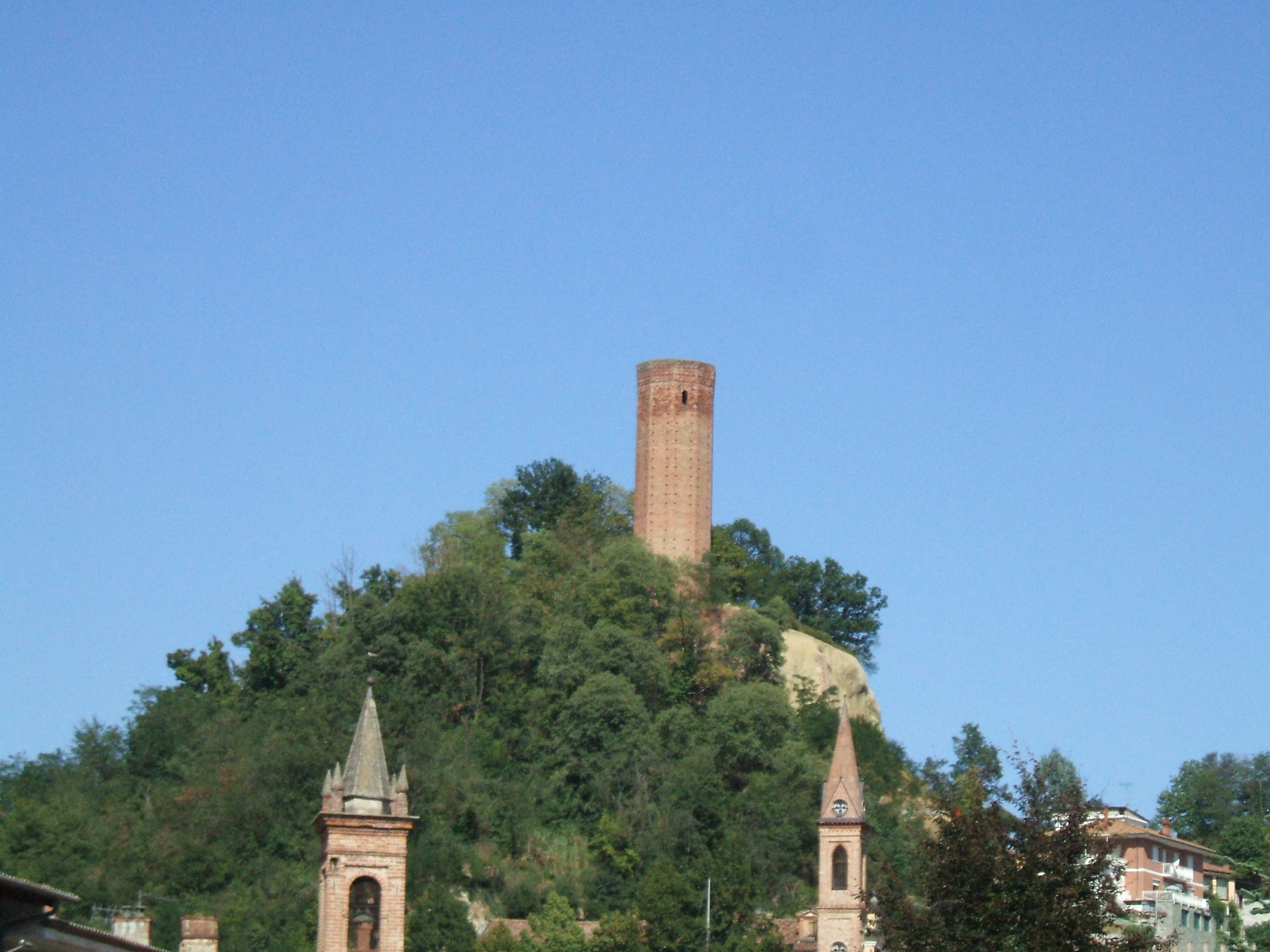
la torre decagonale che sovrasta il paese